# Sansimonismo
Il sansimonismo è stato un movimento socialista francese della prima metà del XIX secolo. 
Il movimento prende il nome dal suo ideatore  il conte Henri de Saint-Simon, il centro di questo movimento fu l'École polytechnique.

## Storia
Nel 1825  dopo la morte di Saint-Simon i suoi discepoli Saint-Amand Bazard, Barthélemy Prosper Enfantin, Pierre Leroux e Louis Auguste Blanqui, svilupparono e diffusero le idee del "Maestro" in alcuni casi anche rielaborando alcuni temi. 
I sansimonisti si servirono  della stampa attraverso  giornali come Le Globe, Le Producteur e Le Crédit e riunioni pubbliche che si tennero  tra il 1828 ed il 1832 al numero 12 della rue Taranne a Parigi.
L'opera di proselitismo fece diventare il sansimonismo un fenomeno rilevante che coinvolgeva 40 000 aderenti nel mondo.
I sansimoniani riuscirono ad avere legami con molti intellettuali dell'epoca: Heine e Goethe in Germania, il liberale Mill e il conservatore Carlyle in Inghilterra e il giurista von Liszt.
Intorno al 1830, ci fu una scissione promossa da Enfantin che accentuò le dottrine mistico-religiose. I sansimoniani, mal visti dal governo francese perché contestavano l'assetto della società borghese e la proprietà privata, vennero incriminati in numerosi processi. 
Enfantin fu condannato ad un anno di carcere. Dopo essere stato liberato, fu allontanato dal paese insieme ai suoi seguaci e si recò in esilio nell'Impero ottomano tentando di realizzare un progetto d'industrializzazione a Costantinopoli e in Egitto con l'idea del Canale di Suez. 
Ma l'impresa fallì e con tale fallimento il movimento si disgregò (1832).

## Ideologia
La società sarebbe stata gestita da scienziati e industriali che grazie alle scoperte scientifiche e allo sviluppo industriale avrebbero dato vita ad una società che garantisse migliori condizioni di vita ai proletari.

### La storia
Classificavano la storia in epoche organiche, in cui una teoria generale domina la società, ed epoche critiche quando la società è un coacervo d'individui isolati in lotta tra loro. 
Secondo la loro concezione vi erano state due epoche organiche: quella del paganesimo sino ai tempi di Socrate e quella del cristianesimo sino ai tempi di Lutero.
I sansimoniani erano convinti di vivere in un'epoca critica, dove mancava nella società uno scopo comune che si esplicava nel disordine, nel caos, nelle inefficienze e nella povertà che caratterizzavano la società dell'epoca.
La dottrina sansimoniana avrebbe dato inizio ad una nuova epoca organica. 

### La fede nel progresso e il ruolo della donna
Professavano la fede indiscriminata nel progresso, nella scienza e in una visione mistica del cammino dei popoli verso l'unità futura (cosmopolitismo). 
I membri del gruppo consideravano l'emancipazione femminile uno degli obiettivi più importanti. Tuttavia, la visione dei due «che si contendevano il pontificato» nell'organizzazione, Bazard e Enfantin, differiva notevolmente circa il valore del matrimonio. Per il primo, l'emancipazione della donna non coincideva con una negazione del vincolo coniugale: doveva mutare il ruolo della sposa, fin lì subordinato a quello del marito; ora, invece, si richiedevano per la moglie gli stessi diritti riconosciuti all'uomo.
Secondo Enfantin, invece, per liberarsi dalla propria condizione la donna era chiamata a sciogliersi dalle catene del matrimonio e a praticare un amore svincolato da ogni costrizione. Vicina a questa posizione fu la scrittrice George Sand, che assegnava a Saint-Simon e Enfantin, nella storia morale, il medesimo ruolo occupato da La Fayette in quella politica.

## Critica marxista
Karl Marx  incluse il sansimonismo tra i socialismi utopici nel  Manifesto del Partito Comunista (1848).
Il filosofo tedesco dice che il sansimonismo, pur avendo il merito di scorgere l'antagonismo tra le classi sociali e gli elementi di contraddizione presenti al mondo, ha il limite di non riconoscere al proletariato una funzione storica e rivoluzionaria. Ma fa appello a tutti i membri della società, compresi i ceti dominanti, per una pacifica azione di riforme.
A ciò Marx contrappone il suo socialismo scientifico.

## Sansimoniani
- Claude Henri de Rouvroy, conte di Saint-Simon (1760-1825)
- Amand Bazard (1791-1832)
- Olinde Rodrigues (1794 - 1851)
- Barthélemy-Prosper Enfantin (1796-1864)
- Auguste Comte (1798-1857)
- Gustave d'Eichthal (1804-1886)
- Michel Chevalier (1806-1878)
- Émile Barrault

## Curiosità
- Un gruppo di sansimoniani nel 1832 fondò una comune celibataria  a Ménilmontant, dove vennero applicate le nuove norme della "società dell'avvenire". Introdussero l'usanza di portare vesti abbottonate sulla schiena per aumentare la dipendenza del singolo dai suoi compagni.

- Le dottrine sansimoniane influenzarono il giovane Giuseppe Garibaldi, che alla fine del 1832 ne venne in contatto quando trasportò come passeggeri un gruppo di tredici esuli francesi guidati da Emile Barrault a Costantinopoli.[4]